# 顶盖螺
顶盖螺（学名：Sabia conica），是中腹足目顶盖螺科Sabia属的一种。主要分布于韩国、台湾，常栖息在潮间带到浅海的礁岩。